# هاند كودجا
هاند كودجا هي ممثلة بلجيكية، ولدت في 6 فبراير 1984 في بلجيكا.

## وصلات خارجية
- هاند كودجا على موقع IMDb (الإنجليزية)
- هاند كودجا على موقع ألو سيني (الفرنسية)
- هاند كودجا على موقع أول موفي (الإنجليزية)
- هاند كودجا على موقع قاعدة بيانات الأفلام السويدية (السويدية)
- هاند كودجا على موقع قاعدة بيانات الفيلم (الإنجليزية)
- هاند كودجا على موقع كينوبويسك (الروسية)